# Мечебилово (Омская область)
Мечебилово — бывшая деревня в Полтавском районе Омской области России. Входила в состав Соловьёвского сельского поселения.
Население 35 чел. (2010) .

## История
Основана в 1908 году. В 1928 году поселок Мечебиловка состояло из 87 хозяйств, основное население — украинцы. В составе Христиановского сельсовета Полтавского района Омского округа Сибирского края.
В соответствии с Законом Омской области от 30 июля 2004 года № 548-ОЗ «О границах и статусе муниципальных образований Омской области» посёлок вошёл в состав образованного муниципального образования «Соловьёвское сельское поселение».
После наводнения 2016 года немногочисленные жители села вынуждены были оставить населенный пункт.

## География
Расположен на юго-западе региона.

## Население
| 1926 | 2010 |
| ---- | ---- |
| 442  | ↘35  |

Гендерный состав
По данным Всероссийской переписи населения 2010 года в гендерной структуре населения из 	35  человек мужчин — 17, женщин — 18	(48,6 и  51,4% соответственно)
Национальный состав
В 1928 году основное население — украинцы.
Согласно результатам переписи 2002 года, в национальной структуре населения русские составляли 85 % от общей численности населения в 116 чел. .

## Инфраструктура
Личное подсобное хозяйство.

## Транспорт
Просёлочные дороги.